# Rétrolien
Un rétrolien, (anglais : trackback) est un système de liens inter-blogs semi-automatisé. Il permet aux auteurs de relier des billets de blogs différents et parlant du même sujet, ou se faisant référence (qu'il soit unilatéral ou mutuel, le second cas étant en pratique très rare).
Concrètement, l'auteur d'un blog A peut établir un rétrolien vers un billet d'un blog B en faisant, dans un de ses propres billets sur son blog A, un lien vers l'URL du billet du blog B. Si le blog B gère les rétroliens, il est automatiquement indiqué dans le billet sur le blog B que le blog A y fait référence. Le lecteur du billet sur le blog B peut alors découvrir le blog A et s'y rendre, grâce à ce lien automatique. De même, l'auteur du blog B est mis au courant que l'auteur du blog A s'intéresse à son contenu ; le système de rétroliens est parfois qualifié de « social » car il permet des rencontres virtuelles.
Techniquement, un système de rétroliens consiste en une détection intelligente des liens référents d'une page donnée. Le système détecte les liens provenant d'autres blogs et les manipule pour les afficher de façon attrayante pour les lecteurs. Les systèmes actuels déterminent en général la provenance des référents en se basant sur le logiciel de blog utilisé pour créer un rétrolien, et n'établissent évidemment un rétrolien que si cette référence provient d'un blog – il n'est pas souhaitable d'indiquer tous les liens référents existants, qui peuvent se compter par dizaines et sont souvent inutiles aux lecteurs. Le système fonctionne grossièrement en envoyant un ping entre les blogs : il fournit ainsi l'alerte de façon automatique. En plus d'afficher le lien vers le billet et le blog référent, un système de rétroliens extrait bien souvent quelques lignes pour présenter un aperçu de ce qui est dit sur l'autre blog. Le rétrolien apparaît typiquement en dessous d'un billet, avant ou après les éventuels commentaires.
Cette approche du « lien » sur Internet est très spécifique aux blogs, mais pourrait être appelée à évoluer.
De manière générale, le rétrolien est une solution (d’aucuns parleraient de bidouille) à une limitation essentielle du Web : l'absence de bidirectionnalité. Le protocole XDI ou, de manière plus radicale, le Projet Xanadu tentent de s'affranchir de cette limitation.